# Stemonocera
Stemonocera is een geslacht van insecten uit de familie van de Boorvliegen (Tephritidae), die tot de orde tweevleugeligen (Diptera) behoort.

## Soorten
- S. cornuta (Scopoli, 1763)
- S. spinulosa (Hering, 1936)